# Les Vampires
Les Vampires är en fransk följetongsfilm från 1915, skriven och regisserad av Louis Feuillade. Filmen släpptes i tio delar mellan november 1915 och juni 1916.

## Handling
Följetongen följer den kriminella organisationen Les Vampires som stjäl från den Parisiska överklassen. Filmseriens hjälte är Philipe Guérande, en reporter som arbetar på tidningen "Le Mondial". Tillsammans med en avhoppare från brottsorganisationen, Oscar-Claude Mazamette, motarbetar Guérande Les Vampires.
|    | Titel                  | Premiärdatum     | Längd  |
| -- | ---------------------- | ---------------- | ------ |
| 1  | La Tête coupée         | 13 november 1915 | 33 min |
| 2  | La Bague qui tue       | 13 november 1915 | 15 min |
| 3  | Le Cryptogramme rouge  | 4 december 1915  | 39 min |
| 4  | Le Spectre             | 7 januari 1916   | 30 min |
| 5  | L'Évasion du mort      | 28 januari 1916  | 35 min |
| 6  | Les Yeux qui fascinent | 24 mars 1916     | 54 min |
| 7  | Satanus                | 15 april 1916    | 46 min |
| 8  | Le Maître de la foudre | 12 maj 1916      | 52 min |
| 9  | L'Homme des poisons    | 2 juni 1916      | 48 min |
| 10 | Les Noces sanglantes   | 30 juni 1916     | 60 min |

### Avsnitt 1
Philipe Guérande får ett telegram som bekräftar att den halshuggna kropp som hittats i ett träsk är den agent som ansvarat för utredningarna runt Les Vampires, huvudet saknas dock fortfarande. Han beger sig till området för att undersöka men avvisas av den lokale domaren. Guérande tillbringar natten hos doktor Nox, en vän till hans far, där amerikanskan Margaret Simpson precis har anlänt för att köpa fastigheten.
Guérande får under natten en lapp där han hotas om han fortsätter utreda Les Vampires, inbrottstjuvarna stjäl också från Mrs. Simpson, ett brott som Guérande blir anklagad för. Domaren tror nu på honom och följer med tillbaka till doktor Nox hem, i en lönngång i Guérandes rum hittar de agentens huvud. Sedan finner de Mrs. Simpson död och Nox är försvunnen, en lapp i Simpsons ficka från Le Grand Vampire vilken säger att denne mördat den riktige doktor Nox och stulit hans identitet.

### Avsnitt 2
Greve Noirmoutier, Le Grand Vampire i förklädnad, läser i tidningen att Marfa Koutiloff skall uppträda i en balett kallad Vampyrerna och att det ryktas om att hon är förlovad med Philipe Guérande. Han besöker henne i logen innan föreställningen och ger henne en förgiftad ring, hon kollapsar sedan på scenen och panik utbryter. I kaoset springer Guérande på Le Grand Vampire och känner igen honom som doktor Nox. Han följer efter honom till ett övergivet fort där Guérande blir tillfångatagen av vampyrgänget. De kommer överens om att förhöra honom på natten och avrätta honom i gryningen. Den "vampyr" som sätts att vakta honom visar sig vara hans kollega Mazamette och de kommer överens om att fånga storinkvisitorn när denne dyker upp. De binder honom och lämnar honom i Guérandes bojor. Les Vampires kommer dit för att avrätta Guérande men polisen stormar fortet, vampyrgänget dödar den fastbundne fången och flyr. När polisen undersöker den döde visar det sig att han var chefsdomaren i Högsta Domstolen.

### Avsnitt 3
Guérande låtsas vara sjuk och stannar hemma från jobbet för att dechiffrera en kodbok han tagit från storinkvisitorn. Boken beskriver Les Vampires brott och ger Guérande ledtrådar som leder honom till en nattklubb. Då Les Vampires bevakar hans hem klär Guérande ut sig och beger sig till nattklubben där Irma Vep uppträder. Efter föreställningen blir Guérande utkörd medan vampyrgänget stannar i lokalen, Le Grand Vampire ger Irma Vep order att ta tillbaka kodboken. Då huset är bevakat återvänder Guérande hem genom skorstenen, även Mazamette kommer den vägen och ger honom en giftpenna som stulits från Le Grand Vampire. 
Några dagar senare anländer Irma Vep till hans hus förklädd till tjänsteflicka. Hon försöker förgifta honom, men misslyckas. Guérandes mor kidnappas av vampyrgänget, och Irma Vep släpper in en kumpan i huset medan Philipe sover. Han skjuter dem båda men eftersom hans vapen är laddat med lösa skott lyckas de fly. I ett skjul i slummen hålls modern fången av den dövstumme fader Silence, efter att ha tvingats skriva under ett kravbrev dödar hon honom med Mazamettes giftpenna och rymmer.

### Avsnitt 4
Le Grand Vampire, utklädd till mäklaren Treps, träffar affärsmannen Juan-José Moreno som vill ha en lägenhet med ett kassaskåp. Han ger honom en lägenhet vars kassaskåp är byggt för att tömmas från baksidan i en annan lägenhet tillhörande Irma Vep. Det visar sig dock att väskan han låser in i skåpet bara innehåller svarta kläder.
Irma Vep förklär sig som sekreterare på en bank där hon får reda på att en stor summa pengar ska flyttas. Les Vampires mördar monsieur Metadier som ska flytta pengarna men när Vep ska ta pengarna dyker hans spöke upp och tar dem. Le Grand Vampire följer efter spöket som flyr ner i en gatubrunn. Senare samma dag dyker Metadiers fru upp och berättar att hon inte sett sin man på tre dagar, bankpersonalen får också reda på att pengarna inte kommit fram. Philipe Guérande får reda på detta och beger sig till banken i förklädnad, han känner igen Irma Vep och tar reda på hennes adress. Han smyger sig in i lägenheten och ser Vep och Le Grand Vampire öppna kassaskåpet där de hittar Metadiers kropp och pengarna, Guérande försöker arrestera dem men de slår ner honom och flyr. Guérande ringer polisen och medan han väntar öppnar Moreno skåpet från andra sidan, Moreno berättar att han hittat kroppen på väg hem från ett inbrott och tagit Metadiers papper, gömt hans kropp och stulit hans identitet för att komma åt pengarna. Polisen kommer och griper Moreno.

### Avsnitt 5
Moreno låtsas begå självmord med hjälp av en cyanidkapsel. Hans kropp lämnas i cellen där han vaknar upp under natten, han dödar en vakt, tar hans kläder och flyr. Mazamette, som har sömnbesvär ser honom fly och försöker följa efter honom, han misslyckas dock. Medan Guérande skriver en artikel om Morenos flykt blir han kidnappad av Les Vampires, de tappar dock lådan han ligger i och han släpps ut av förbipasserande. Han besöker sedan den skräddare vars namn står på lådan där han får reda på att den beställts av Baron de Mortesalgues, ett alias för Le Grand Vampire. Han konfronteras senare av Moreno, vars gäng tillfångatar honom och för honom till sitt gömställe där de skall hänga honom. Han berättar för dem att de Mortesalgues är Le Grand Vampire och de bestämmer sig för att skona honom, när de gått befrias Guérande av Mazamette.
Senare den kvällen anordnar Baron de Mortesalgue en fest för sin systerdotter, Irma Vep i förklädnad, som besöks av många medlemmar av Paris överklass. Han avslöjar att det kommer en överraskning vid midnatt, vilket visar sig vara sömngas som släpps in i salongen. Les Vampires stjäl alla gästernas värdesaker medan de är medvetslösa och flyr med de stulna föremålen. Moreno har dock förvarnats av Guérande och stjäl vampyrernas byte.

### Avsnitt 6
Ett par veckor efter rånet på festen söker Moreno efter ledtrådar som kan leda honom till Les Vampires. Ett mord sker i Fontainebleau och Guérande får syn på Irma Vep och Le Grand Vampire i en nyhetsfilm om mordet, tillsammans med Mazamette beger han sig dit för att undersöka saken. På vägen får de syn på den amerikanske turisten Horatio Werner och följer efter honom in i Fontainebleauskogen där han gömmer en låda vilken de sedan tar. Le Grand Vampire gömmer sig på ett närbeläget hotell under aliaset greve Kerlor och Irma Vep är förklädd som hans son. De läser i tidningen att George Baldwin blivit bestulen på 200 000 amerikanska dollar och att den som kan ta fast tjuven kommer få behålla det som är kvar av pengarna, de ser också hur Mr. och Mrs. Baldwin blir upprörda av tidningsnotisen. Guérande och Mazamette öppnar lådan och upptäcker pengarna, Moreno ankommer till hotellet, Le Grand Vampire berättar en historia för att distrahera hotellgästerna medan Irma Vep bryter sig in i Werners rum där hon hittar en karta som leder till platsen där lådan var gömd. Moreno kidnappar Vep och hypnotiserar sin tjänsteflicka Laure som ger kartan till Les Vampires. En av dem ger sig ut för att hitta lådan men blir överfallen av Morenos kumpaner. Polisen griper paret Werner och Guérande och Mazamette får behålla pengarna. Moreno förälskar sig i Irma Vep och hypnotiserar henne och får henne att skriva en bekännelse för mordet i Fontainebleau och morden på Metadier, Koutiloff och doktor Nox. När Le Grand Vampire kommer för att konfrontera Moreno hypnotiserar han Irma Vep, som dödar Le Grand Vampire. Efter detta tar Moreno över vampyrgänget.

### Avsnitt 7
Efter att Irma Vep dödat Le Grand Vampire attackeras Moreno av en man i hög hatt och frack som visar sig vara Satanas, Les Vampires riktige ledare. Han avfyrar en kanon mot en lokal där Moreno och Vep ser på en kabaré. Dagen efter besöker de honom för att ge upp och han ger dem en chans att arbeta för honom, de får order att söka upp George Baldwin som är i Paris och få tag på hans signatur. En underhuggare till Moreno, Fleur-de-Lys, utger sig för att vara journalist och lurar honom att signera ett blankt papper och Irma gör en inspelning av hans röst. Moreno förfalskar en utbetalning på 100 000 dollar och kidnappar hotellets växeltelefonist för att kunna använda inspelningen när banken ringer för att bekräfta uttaget av pengarna. Fleur-de-Lys får pengarna men blir igenkänd av Mazamette som följer efter henne och ser hur hon ger pengarna till Moreno. Moreno ger sedan pengarna till Satanas som ger tillbaka dem som en belöning. Guérande och Mazamette griper Fleur-de-Lys och får henne att ringa efter Moreno som tillsammans med Irma Vep går i deras fälla och grips av polisen.

### Avsnitt 8
Irma Vep döms till livstids fängelse och skall skickas till en straffkoloni i Algeriet, på dagen för hennes avresa får hon reda på att Moreno avrättats. Satanas klär ut sig till präst och besöker fångarna i hamnen och ger henne instruktioner om hur hon ska överleva explosionen, då han planerar att spränga skeppet, och en uppmaning att återvända till Paris efteråt. Satanas förstör skeppet med sin kanon. Guérande går åter igenom kodboken han tog från storinkvisitorn och med hjälp av den konstaterar han att kanonskottet mot kabarén kom från Montmartre och Mazamette ger sig dit för att undersöka, han tar med sig sin son Eustache, de upptäcker en granat i en hattlåda i ett hus där män lastar in lådor.
Satanas försöker hämnas på Guérande då han tror att ingen överlevt sprängningen av skeppet, han försöker spränga honom med hjälp av en bomb han gömt i sin höga hatt, men Mazamette räddar Guérande i sista minuten. Irma Vep har dock överlevt explosionen och är på väg tillbaka till Paris, när hon kommer till Les Vampires gömställe får hon veta att Satanas arresterats. En i vampyrgänget, Vénénos, utser sig själv till ny ledare och på Satanas order skickar de en förgiftad lapp till honom i fängelset vilken han äter för att begå självmord.

### Avsnitt 9
Les Vampires nya ledare Vénénos bestämmer sig för att göra sig av med Guérande och Mazamette, han får reda på att Guérande är förlovad med Jeanne Bremontier och sätter Irma Vep och Fleur-de-Lys på att övervaka henne. De tar reda på när förlovningsmiddagen ska hållas och tillsammans med Vénénos utger de sig för att vara en matleverantör och hans assistenter, de förgiftar vinet och en vaktmästare dricker av det och dör. Vaktmästarens fru rusar in på festen och stoppar gästerna precis innan de hinner skåla för paret, Les Vampires släcker ljusen och flyr. Guérande skriver ett kodat meddelande till sin fästmö och ber henne följa med sin mor till en villa i Chailly. Irma Vep försöker fylla deras flyktbil med sömngas men stoppas av Mazamette, hon blir sedan tillfångatagen av Guérande som lämnar henne i Mazamettes bil i hopp om att överrumpla Vénénos. Denne lyckas dock komma undan tillsammans med Vep och de två jagas av Guérande och Mazamette men de kommer undan.

### Avsnitt 10
Flera månader har gått och Guérande har gift sig med Jeanne, de två har anställt vaktmästarens änka, Augustine, som hushållerska. Hon plågas fortfarande av makens mystiska död och kontaktar ett medium, Madame d’Alba som dock är en av Les Vampires. Hon hypnotiserar Augustine och beordrar henne att lämna dörren till Guérandes hem olåst klockan två på natten. Mazamette vaknar och ser henne låsa upp dörren, när Les Vampires börjar spruta in giftgas i paret Guérandes sovrum skjuter han på dem och de flyr. När Philipe Guérande och Mazamette går till polisen bryter sig Vénénos in och kidnappar Jeanne. Polisen gör en razzia hos Madame d’Alba där Irma Vep och Vénénos befinner sig, de flyr via taket och lämnar en bomb efter sig. Augustine fångas av Les Vampires under deras flykt och tas med till deras gömställe. Mazamette har dock skjutit hål på flyktbilens oljetank och Guérande följer spåret och ger Jeanne en pistol och planerar hennes flykt medan Les Vampires firar bröllopet mellan Vénénos och Irma Vep. Polisen förbereder en stor räd i gryningen och bryter sig in under den fortfarande pågående bröllopsfesten, en eldstrid följer och alla i vampyrgänget dödas eller tillfångatas.

## Medverkande
| Musidora             | – Irma Vep                      |
| Édouard Mathé        | – Philippe Guérande             |
| Marcel Lévesque      | – Oscar-Claude Mazamette        |
| Louis Leubas         | – Père Silence / Satanas        |
| Jean Aymé            | – Le Grand Vampire              |
| Frederik Moriss      | – Vénénos                       |
| Fernand Herrmann     | – Juan-José Moréno / Brichonnet |
| Stacia Napierkowska  | – Marfa Koutiloff               |
| Delphine Renot       | – Mme. Guérande                 |
| Louise Lagrange      | – Jeanne Bremontier             |
| René Poyen           | – Eustache Mazamette            |
| Thelès               | – domaren                       |
| Rita Herlor          | – Mrs. Simpson                  |
| Émile Keppens        | – George Baldwin                |
| Mademoiselle Maxa    | – Laure - servante de Moréno    |
| Suzanne Delvé        | – Fleur-de-Lys                  |
| Jeanne Marie-Laurent | – Madame Brémontier             |
| Germaine Rouer       | – Augustine                     |

## Om filmen
Produktionen av Les Vampires inleddes då Gaumont fick kännedom om att den amerikanska filmen Les Mystères de New York med den populära följetongshjältinnan Pearl White i huvudrollen, planerades att släppas i Frankrike.
När Feuillade spelade in Les Vampires hade han ett begränsat urval skådespelare och tekniker på grund av första världskriget. En av anledningarna till att ledaren för det kriminella gänget byts ut så ofta var just svårigheten att behålla skådespelare under krigsåren då de ibland blev tvungna att återvända till fronten. De skådespelare som inte påverkades av militärtjänst var Édouard Mathé, som var australiensisk medborgare, Jean Aymé som var schweizare (men som byttes ut i alla fall då han begärde högre lön) och Musidora på grund av sitt kön.
Till skillnad från de flesta samtida amerikanska följetongsfilmerna vilkas avsnitt brukade vara två filmrullar långa varierade Les Vampires tio avsnitt i längd, mellan 13 och 57 minuter, där de senare avsnitten är längre.

## Mottagande
När filmen släpptes blev den populär bland publiken och en stor kassasuccé men föraktad av kritikerna. En kritiker på Hebdo-film skrev "att en man med talang, en konstnär, som regisserat de flesta av de stora filmer som varit Gaumonts succé och ära, nu börjar befatta sig med denna ohälsosamma genre (kriminalfilm) vilken är föråldrad och fördöms av alla människor med smak, förblir för mig ett problem." De som ville höja den franska filmens anseende ansåg att Feuillades kriminalfilmer var för "gammaldags och okonstnärliga." Filmserien uppskattades inte heller av myndigheterna och några avsnitt blev förbjudna i Frankrike i flera år då de ansågs förhärliga kriminellt beteende.
Även om det dröjde många år innan filmen slutade anses som estetiskt efterbliven har vissa kritiker och filmhistoriker omvärderat den och den kan nu anses vara ett av Feulliades mest kända verk. På Rotten Tomatoes har filmen betyget 100%, baserat på 14 kritikerrecensioner med ett genomsnittligt betyg på 8,8 av 10.
Ed Gonzalez på Slant Magazine beskrev Les Vampires som en "magisk mysterieresa genom ett dödligt Parislandskap som likt Resan till månen är ett mäktigt och radikalt verk av berättande fiktion, och som likt Brutna blommor är anmärkningsvärt anpassat till tidens moral." Jonathan Rosenbaum beskrev filmen som "ett av de högsta nöjena inom film".
Sean Axmaker på Turner Classic Movies skrev att "Les Vampires är ett märkligt och underbart mästerverk fyllt av elegant skönhet och filmiska överraskningar." Filmen utsågs 2010 till den 25:e bästa skräckfilmen genom tiderna av The Guardian.

### Engelska originalcitat
1. ↑  "That a man of talent, an artist, as the director of most of the great films which have been the success and glory of Gaumont, starts again to deal with this unhealthy genre [the crime film], obsolete and condemned by all people of taste, remains for me a real problem."
2. ↑  "old-fashioned and inartistic"
3. ↑  "magical mystery tour through a deadly Parisian landscape is, like A Trip to the Moon, a towering and radical work of narrative fiction that, like Broken Blossoms, is remarkably attuned to the morality of the time."
4. ↑  "one of the supreme delights of film"
5. ↑  Les Vampires is a strange and wonderful masterpiece of elegant beauty and cinematic surprises.